# جوناثان غودوين
جوناثان غودوين (بالإنجليزية: Jonathan Goodwin)‏ هو لاعب كرة قدم أمريكية أمريكي، ولد في 2 ديسمبر 1978 في كولومبيا في الولايات المتحدة.

## وصلات خارجية
- جوناثان غودوين على موقع مرجع كرة القدم المحترفة.كوم (الإنجليزية)